# Syspasis tauma
Syspasis tauma är en stekelart som först beskrevs av Heinrich 1951.  Syspasis tauma ingår i släktet Syspasis och familjen brokparasitsteklar. Inga underarter finns listade i Catalogue of Life.